# Walt Harris
Walter Jermaine Harris, född 10 juni 1983 i Birmingham i Alabama, är en amerikansk MMA-utövare som sedan 2016 tävlar i organisationen Ultimate Fighting Championship.